# Rhynchomys isarogensis
Rhynchomys isarogensis es una especie de roedor de la familia Muridae.

## Distribución geográfica
Es endémica del sudeste de Luzón (Filipinas).

## Estado de conservación
Se encuentra amenazada por la pérdida de su hábitat natural.